# Коппель Хельді-Мелайне Оскарівна
Хельді-Мелайне Оскарівна Коппель (1935, тепер Естонія) — радянська діячка, новатор виробництва, завідувач ферми колгоспу «Карксі» Вільяндіського району Естонської РСР. Член Центральної Ревізійної Комісії КПРС у 1986—1990 роках. Депутат Верховної ради Естонської РСР 11-го скликання. Депутат Верховної Ради СРСР 7-го скликання. Герой Соціалістичної Праці (22.03.1966).

## Життєпис
Освіта середня спеціальна. У 1954 році закінчила Вяймеласький зоотехнікум Естонської РСР.
У 1954—1955 роках — ветеринарний фельдшер Карксі-Нуйаської машинно-тракторної станції Вільяндіського району Естонської РСР.
У 1955—1965 роках — зоотехнік, у 1965—1979 роках — головний зоотехнік колгоспу «Карксі» Вільяндіського району Естонської РСР.
Член КПРС з 1956 року.
З 1979 року — завідувач відгодівельної ферми — старший зоотехнік колгоспу «Карксі» Вільяндіського району Естонської РСР.
Обиралася членом Комітету народного контролю Естонської РСР.
Потім — на пенсії.

## Нагороди і звання
- Герой Соціалістичної Праці (22.03.1966)
- орден Леніна (22.03.1966)
- ордени
- медалі
- заслужений зоотехнік Естонської РСР